# Front van het Midden
Front van het Centrum (Frente de Centro) was een Peruviaanse politieke alliantie die bestond uit de partijen Actie van het Volk, Wij Zijn Peru en de Nationale Coördinator van Onafhankelijken  (Coordinadora Nacional de Independientes, CNI).
De alliantie werd opgericht in aanloop van de verkiezingen van 2006 en werd geleid door de leider van Actie van het Volk en voormalig president van Peru, Valentín Paniagua Corazao. Na de plotselinge dood na de verkiezingen van Paniagua, op 16 oktober 2006, werd het roer overgenomen door zijn partijgenoot Víctor Andrés García Belaúnde.
De verkiezingen voor het Peruviaanse congres leverden de partij een vijf zetels op. De alliantie had geen succes bij de presidentsverkiezingen, waarin het in de eerste ronde werd uitgeschakeld. Zij had de volgende kandidaten naar voren geschoven:
- President van Peru: Valentín Paniagua Corazao (Actie van het Volk)
- Eerste Vicepresident van Peru: Alberto Andrade Carmona (Wij Zijn Peru)
- Tweede Vicepresident van Peru: Gonzalo Aguirre Arriz (CNI)

Bij de verkiezingen van 2011 werd de alliantie niet voortgezet.